# 楊師立
楊師立（834年—884年6月29日？），唐朝将军，因当权宦官田令孜的关系得以成为東川节度使。但他后来和田令孜及其兄陈敬瑄翻脸，在随后的军事冲突中，陈敬瑄的军队在高仁厚指挥下将他击败，战败后他的本部军队也叛变了，他自杀。

## 背景和就任东川节度使
杨师立大约生于834年，籍贯不详。880年，他在宦官统领的左神策军为大将军。当时，统领神策军的田令孜知道唐僖宗朝廷面临愈演愈烈的农民起义军的威胁，决定弃长安逃往蜀地。田令孜向僖宗推荐哥哥陈敬瑄和亲信杨师立、牛勗、羅元杲任蜀地三镇西川、东川、山南西道节度使。僖宗为他们四人举办了一场马球赛，约定胜出者任西川节度使。胜出比赛的陈敬瑄被任为西川节度使。同年稍迟，杨师立被任为剑南东川节度副大使，即实际上的东川节度使，牛勗被任为山南西道节度使。
881年新年前后，主要的农民反抗军黄巢军攻占长安，僖宗被迫逃到西川军部成都。僖宗下诏命陈敬瑄、杨师立、牛勗为他打开去成都的道路。僖宗途经綿州时，杨师立來晉見。累迁检校司空，中和三年（883年）四月，仍在成都的僖宗授予杨师立同中书门下平章事的宰相荣衔，封中山县开国公。杨师立的弟弟、儿子都做官，母、妻都封邑号。

## 和田令孜、陈敬瑄决裂
虽然杨师立是田令孜的早期亲信，但他终于对田令孜和陈敬瑄对僖宗的严密控制感到憎恨。尤其在他听到陈敬瑄派将领高仁厚讨伐韓秀升农民起义军时许诺让高仁厚领东川的传言后，他愤怒了。中和四年（884年）正月，田令孜害怕杨师立起事，召他回中央以本官兼身居高位却几无职权的尚书右僕射。杨师立受到命令后被激怒了，拒绝受命，处决了官告使和东川监军使田绘，移檄行在百官及诸道将吏士庶起兵讨伐陈敬瑄，并列出陈的十大罪，自言集本道将士、八州坛丁共十五万人问罪。他屯兵涪城，派部将郝蠲攻取绵州，未果。又发檄文要剑州刺史姚卓文共取成都，假命姚卓文为指挥应接使，姚卓文不应。僖宗下诏削杨师立光禄大夫、检校司空、兼尚书右仆射、上柱国、中山县开国公、食邑二千户官爵、杨父赠官、杨母所封邑号等，任高仁厚为剑南东川留后，率兵三万攻打他。
高仁厚很快进军德陽。杨师立派部将鄭君雄、張士安在鹿頭關防御。杨师立军守城四十天，郑、张趁夜突袭高仁厚军北栅，起初得胜，高仁厚的副帅楊茂言吓得逃走了。但高仁厚予以反击，东川军溃败。张士安不敢出，杨师立亲自督军，高仁厚追赶东川军至鹿头关，再次予以击败。杨师立十战皆北。败军逃回东川军部梓州，被高仁厚包围。
高仁厚起初想破城，未果。他便向城中宣言停止攻城十天，但如果届时杨师立的头没有送来，他将继续进攻。几日后，郑君雄在军中大呼：“天子讨伐的是造反的人，我们为什么要参与？”与张士安兵变，攻打杨师立军营，将高仁厚的书信给杨师立看，要杨师立以死谢众。杨师立沉池自杀；郑君雄割下他的首级，送给高仁厚并投降。高仁厚逮捕杨师立全家送往成都。僖宗下诏将杨师立比作唐代宗朝同华节度使周智光。陈敬瑄将杨师立之子钉在城北墙上。当陈敬瑄的三个儿子来看时，杨师立的儿子喊道：“这很快也会发生在你们身上。准备好接受吧！”杨师立死后，东川由高仁厚接管。